# قائمة مصنعي عربات السكك الحديدية
على مدار تاريخ السكك الحديدية، جاءت العديد من شركات التصنيع وذهبت. هذه قائمة بالشركات التي صنعت عربات السكك الحديدية وغيرها من عربات السكك الحديدية. قامت معظم هذه الشركات ببناء معدات للركاب والشحن ولم يتم التمييز بين النوعين الاثنين لأغراض هذه القائمة.
من المُلاحظ أن هذه القائمة تتضمن أسماء الدول التي تقوم بتصنيع عربات السكك الحديدية الخاصة بها.

## مصر
- سيماف.[1]
- النصر للمطروقات.
- الوطنية المصرية لصناعة السكك الحديدية.[2][3]

## فرنسا
- الستوم
- بومباردييه للنقل ، فرنسا
- فيفيلي للنقل
- لوهر إندستري
- أس إي أم تي بيلستيك
- سوكوفر
- عربات تيتاجراف واجونز أيه أف أر

- سيمنز للتنقل
- بومباردييه للنقل ، ألمانيا
- فويث
- فوسلوه
- الستوم
- دبليو بي أن واجونباو نيسكي جي أم بي أتش

## إيران
- اصفهان كفريز
- شركة طهران لتصنيع واجن
- إيريكو
- مجموعة إيدرو
- شركة مابنا لهندسة وتصنيع القاطرات
- بولور سابز
- تام قاطرة آريا
- شركة ارفين تبريز
- مجموعة فدك - شركة ريل برداز سيستم
- هيئة السكك الحديدية الحضرية أصفهان
- واجن بارس (أكبر مصنع لمخزون الدرفلة في الشرق الأوسط)

## اليابان
- ألن شاريو (سابقًا ألن كوكي )
- فوجي للصناعات الثقيلة
- هيتاشي
- شركة كاواساكي للصناعات الثقيلة
- كينكي شاريو
- ميتسوبيشي للصناعات الثقيلة
- شركة نيغاتا ترانسيس
- نيبون شاريو
- شركة هندسة النقل اليابانية (J-TREC)
- توشيبا
- نيجاتا الهندسية (المعروف أيضًا باسم نيجاتا تيكو)

## ماليزيا
- شركة عربة الاتجاه

## باكستان
- مصنع القاطرات الباكستانية

## روسيا
- شركة يونايتد واجن
- التايفاجون
- أورالفاغونزافود
- آلات النقل سينارا
- انتقال
- مصنع بريانسك لبناء الآلات
- JSC ZMK (منطقة ساراتوف ، إنجلز)
- ترانماش (منطقة ساراتوف ، إنجلز)
- ميتروفاغونماش
- المملكة المتحدة RM السكك الحديدية
- كمباركة للاعمال الهندسية
- مصنع بناء آلة تيكوريتسك فوروفسكي
- خدمة الدائرة

## إسبانيا
- ألستوم ، إسبانيا
- بومباردييه للنقل ، إسبانيا
- كاف - كونستراكشن يي أكيلير دي فيروكاريلز
- ستادلر للسكك الحديدية
- تالغو

## وصلات خارجية
- قائمة معظمها الأوروبي الأسهم المتداول و قاطرة المصنعين ومواقعها على شبكة الإنترنت (باللغة الفرنسية).